# Нотариус

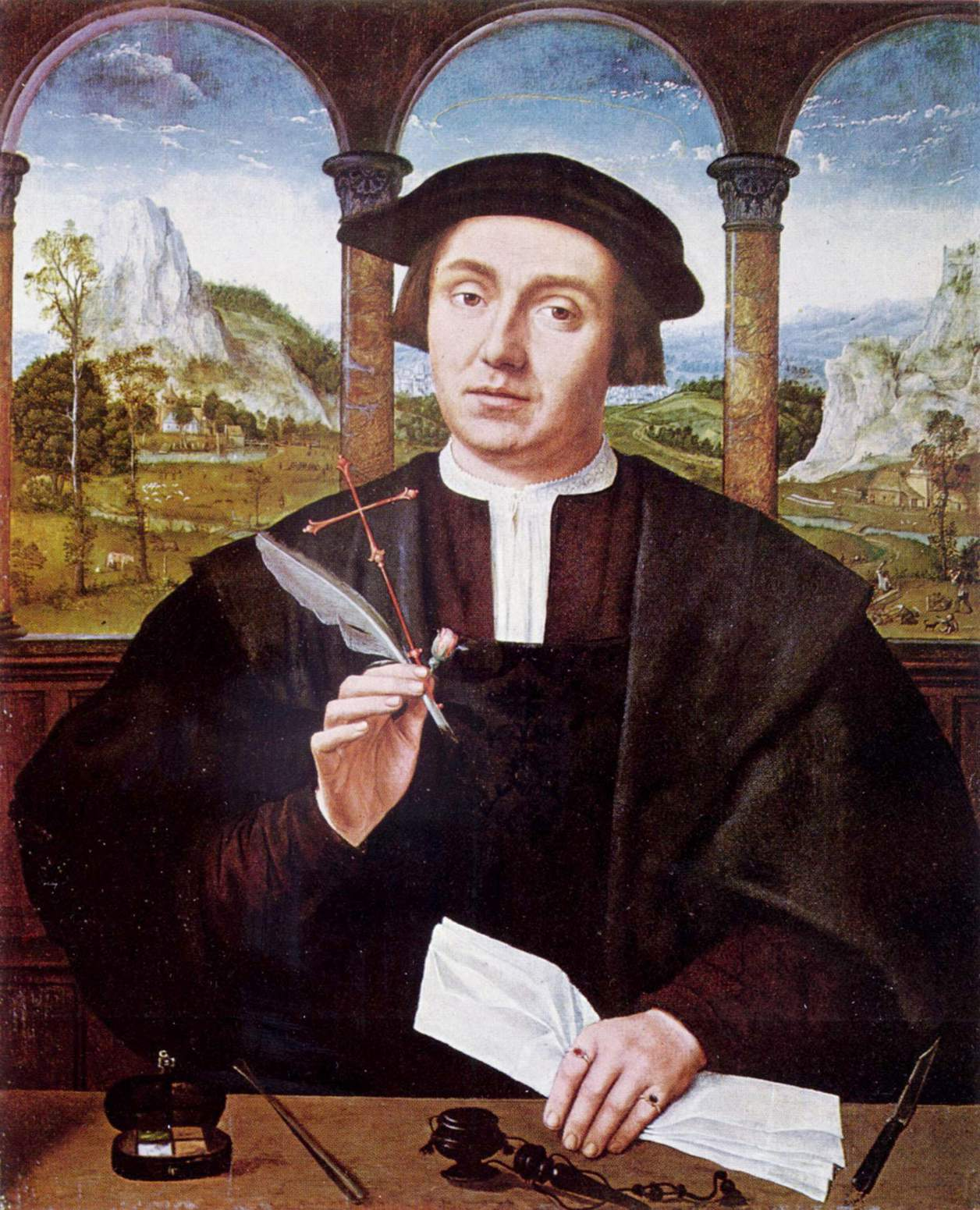
Картина XVI века, изображающая нотариуса, работы фламандского живописца Квентина Массиса

Нота́риус (лат. notarius — писарь, секретарь) — лицо, специально уполномоченное на совершение нотариальных действий, среди которых свидетельствование верности копий документов и выписок из них, свидетельствование подлинности подписи на документах, свидетельствование верности перевода документов с одного языка на другой, а также некоторые другие действия, нормы которых отличаются друг от друга в различных странах.
Функции нотариусов гораздо шире и предъявляемые к ним требования гораздо выше в странах континентального права (например, Россия, Германия) по сравнению со странами общего права (например, в США).

## История

### Возникновение нотариата
Писари древнейших цивилизаций являются далекими предшественниками нотариата, но настоящими родоначальниками профессии стали особые категории должностных лиц, наделенных полномочиями формировать и закреплять юридические доказательства. В Древнем Египте это были агораномосы, а в Древней Греции — иеромемнесы (от слов «иеро»- священный и «мнезос» — память) или эпистаты, являвшиеся священнослужителями.
Однако историю современного нотариата принято возводить к Древнему Риму.
Юридическая сторона всё расширяющегося гражданского оборота Древнего Рима требовала облачения правовых актов и договоров в письменную форму. С ростом имущественного оборота востребованность профессии писарей (писцов) только нарастала.
Писцы стали предвестниками табеллионального нотариата в Древнем Риме. В их обязанности входило не только составление разного рода посланий и прошений, но и совершение различных сделок. Было две категории писцов: состоявшие на государственной службе (лат. scribae) и на содержании частных лиц (лат. exceptores et notarii).
Состоявшие на государственной службе (scribae) избирались магистратом пожизненно, из римских граждан, не лишенных при этом гражданской чести. Они изготавливали публичные документы, вели общественные счета, делали выписки и выдавали копии с этих документов, а также готовили декреты и распоряжения магистрата и хранили их. В преторских судебных процессах они вели судебный журнал.
Писцами, состоявшими на службе частных лиц (exceptores et notarii), были, как правило, работающие по найму, вольноотпущенные и рабы. Они исполняли писарские функции по усмотрению своего хозяина.
Возникла и третья, особая категория лиц, занятых оформлением правовых документов и материалов — табеллионы (tabellio).
Табеллионы занимались составлением для всех желающих юридических актов и судебных бумаг — за вознаграждение и под контролем государства. Свои функции они могли отправлять только в конторах. Акты составлялись на гербовой бумаге из папируса, подписывались сторонами и свидетелями, удостоверялись подписью табеллиона, после чего опечатывались. Для придания документу, составленному табеллионом, характера публичного акта его необходимо было внести в судебный протокол, после чего спор о подлинности этого акта становился невозможным. Свои функции табеллионы осуществляли в специально отведённых помещениях на улицах городов и только в исключительных случаях — на дому.
Табеллионом мог стать только свободный римский гражданин, обладающий правовыми знаниями, «абсолютной честностью», принятый в корпорацию табеллионов и утверждённый в должности префектом города (позднее при Юстиниане необходимо было официальное разрешение заниматься этой профессией). Принадлежность к корпорации подразумевала, что они не состояли на службе государства и частных лиц. Но государство осуществляло контроль за деятельностью табеллионов. Например, табеллионы занимались составлением юридических актов и судебных бумаг для граждан за плату, размер которой устанавливался государством.
Институт нотариата был учреждён римской церковью. Следы его возникновения ведут к концу II — началу III века. Нотариусы присутствовали при епископах во время бесед с народом, которые и записывались ими стенографически. Слово «нотариат» происходит от лат. notta — знак, который используется для скорости записи. В эпоху гонений христиан нотариусы тем же способом записывали всё, что говорили мученики и исповедники веры перед своими судьями, и передавали это в назидание верующим. Благодаря стенографическим записям нотариусов церковь получила богатый материал для своей истории в первые века. В то время нотариат уже являлся вполне организованным учреждением с иерархическим расчленением и ясно обозначившимися формами деятельности.
Число нотариусов при каждой церкви не было ограничено и, вероятнее всего, при несложности церковных дел и отношений их было немного. Находившиеся в пределах церкви, распределённые между представителями её администрации, они образовывали корпорацию. Функции церковных нотариусов сводились к следующему:
- присутствие при епископах во время их бесед и совещаний с народом и стенографическое записывание;
- составление актов по делам церкви (например, об избрании епископов);
- составление актов отпущения рабов на волю, совершавшихся в церкви;
- составление и удостоверение своей подписью документов, исходивших от церкви, или в пользу церкви (например, дарственные церкви).

Для придания этим документам публичного значения церковные нотариусы должны были представлять эти документы в судебные учреждения и участвовать при внесении их в протокол в качестве представителей церкви.
Церковь с течением времени расширила практическое значение нотариата, постепенно вывела его в область светской жизни.
Несколько позже деятельность нотариусов получила законодательную регламентацию и широко распространилась в крупнейших городах Италии, а далее уже и в Европе.

### Россия
В России первое упоминание о нотариате содержалось в Псковской судной грамоте (XV век). Она содержала положение, согласно которому отдавалось предпочтение письменному акту перед всеми другими (появление письменных доказательств указывает на существование института нотариата). Так, например, ст. 14 Псковской судной грамоты предъявляла к завещанию определённые формальные требования: оно должно было быть составлено в письменном виде и храниться в архиве Кремля. Оформление завещаний, как и других сделок, производилось княжим писцом (ст. 50), но в этой статье содержалась ссылка на то, что документы могли удостоверяться и другими лицами. Кроме того, ст. 50 указывала на то, что на документ должна быть наложена княжеская печать, для чего необходимо было обратиться в архив Троицкого собора либо непосредственно к князю.
К числу единоличных органов, удостоверяющих сделки (такие, как дарственные, завещания), Псковская судная грамота относила и попов.
Дальнейшее развитие этот институт получил в Белозерской таможенной грамоте 1497 года, где ст. 9 закрепляла состав органов, исполняющих функции, аналогичные нотариальным, устанавливая примитивные формы участия государства при заключении сделок. Так, например, при совершении таких сделок, как купля-продажа лошадей, должны были присутствовать наместники, удостоверяющие факт заключения такой сделки, взимая при этом определённую плату — пятенное.
Следующий шаг в развитие нотариата в России внёс Судебник 1550 года («Царский Судебник»). По этому нормативному акту удостоверение таких сделок, как договоры займа, возлагалось на судебные органы.

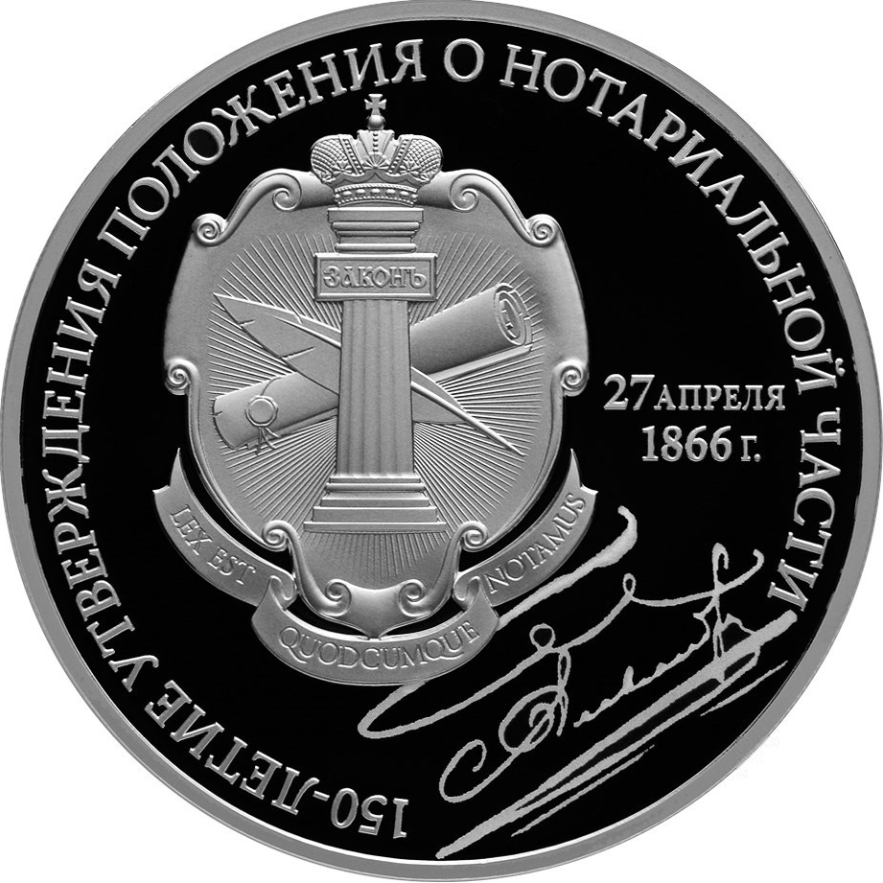
Памятная монета Банка России

До введения нотариального положения 1866 года удостоверение сделок совершалось через внесение в книги «у крепостных дел» при палатах гражданского суда. Различались крепостные акты двух типов:
- акты, совершенные крепостным порядком
- акты, вносимые в книги у крепостных дел только для явки и засвидетельствования.

К первому роду относились акты о переходе вещных прав на недвижимость (купчие, закладные, дарственные), ко второму — акты явочные (завещания, заемные письма, закладные на движимость и т. д.).
Днём образования нотариата России считается 27 апреля 1866 года. В этот день император Александр II подписал «Положение о нотариальной части», которым впервые в истории России нотариат был выделен в отдельный правовой институт. После 1866 года совершение явочных актов перешло к нотариусам, а регистрация актов, прежде совершаемых у крепостных дел «крепостным порядком» (и которые только и сохранили после 1866 года название «крепостных актов»), перешла к нотариальным архивам, которыми заведовали старшие нотариусы.

## Современный нотариат в странах континентального права

### Россия

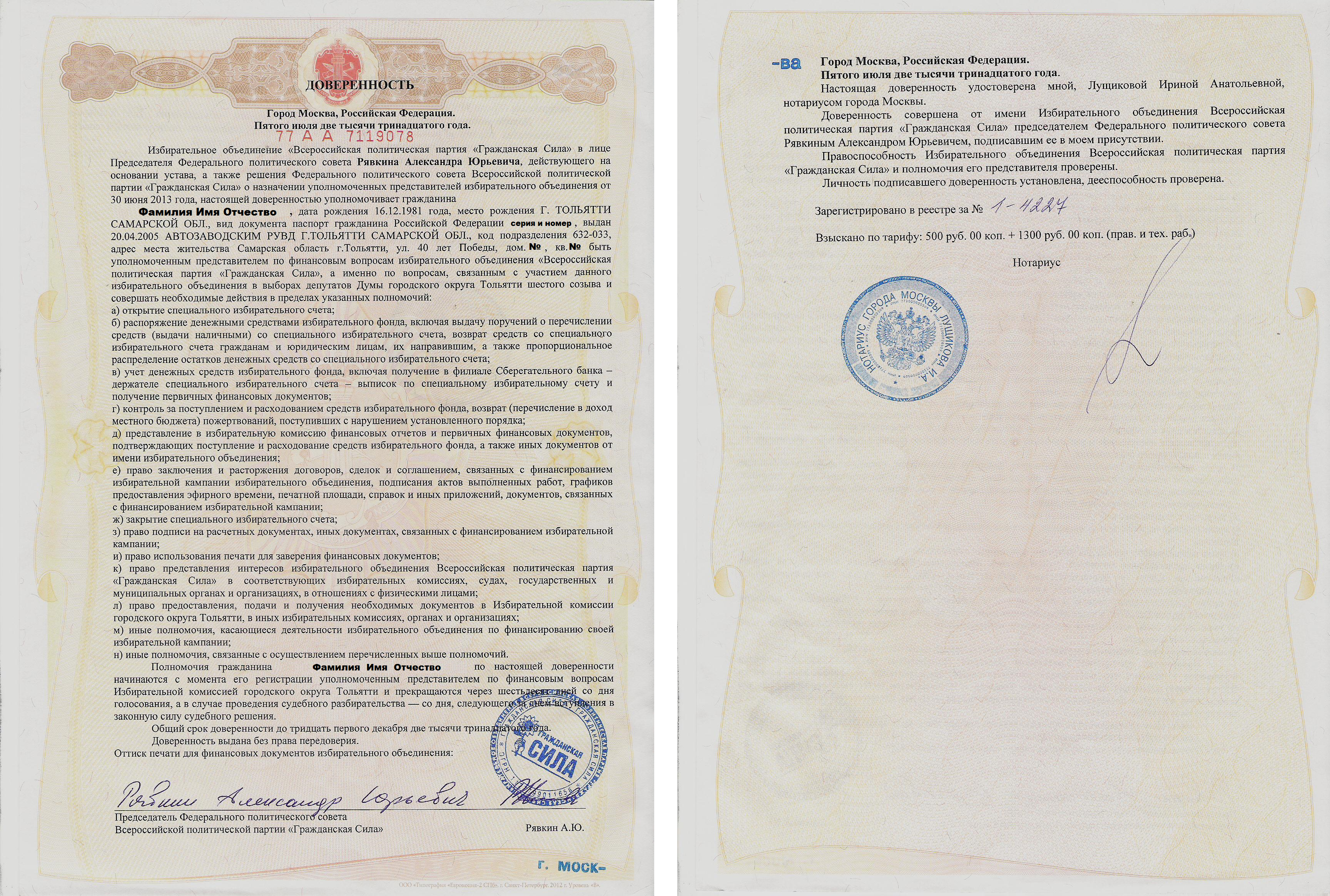
Нотариальная доверенность, единый образец.

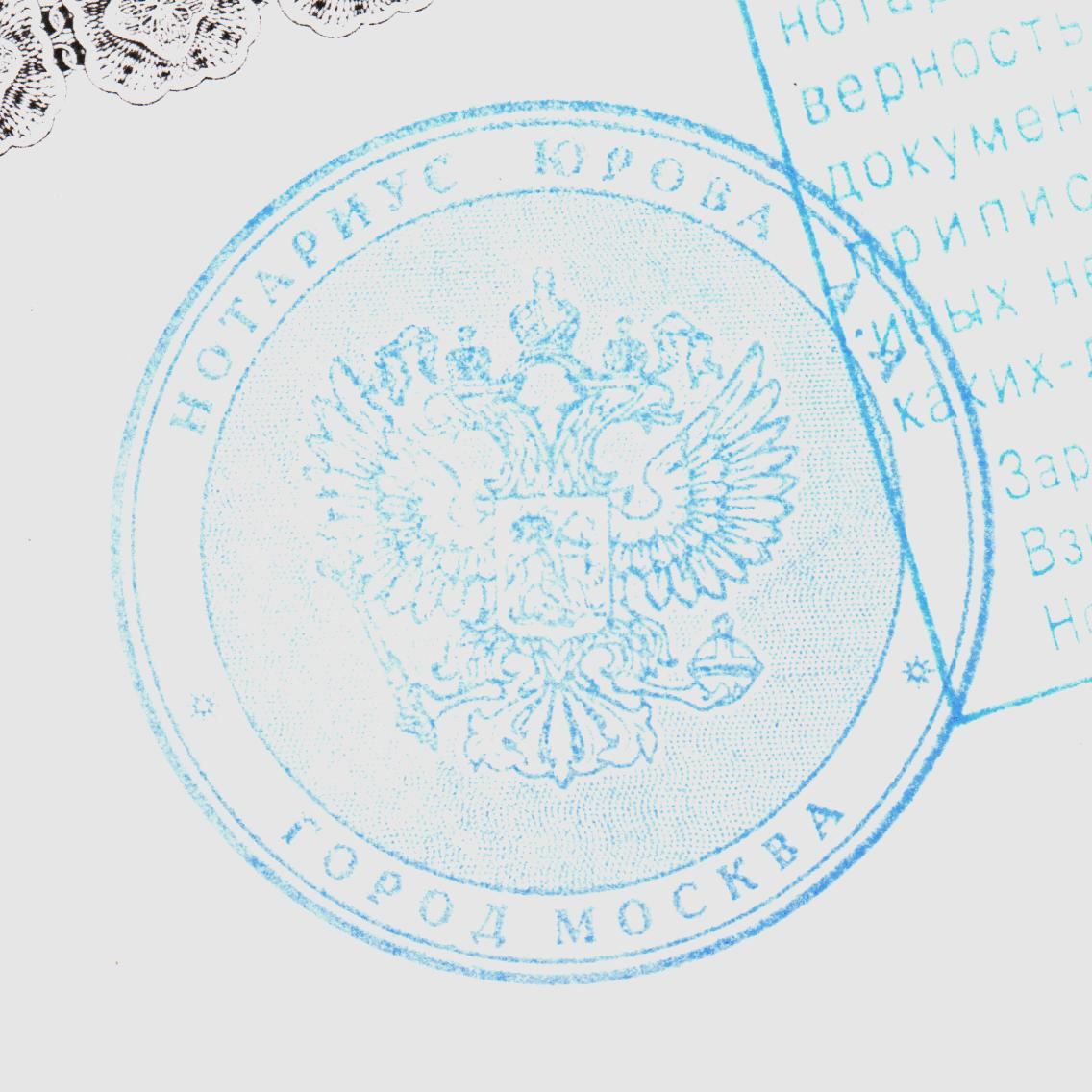
Старая печать нотариуса с гербом России. Москва, 2002

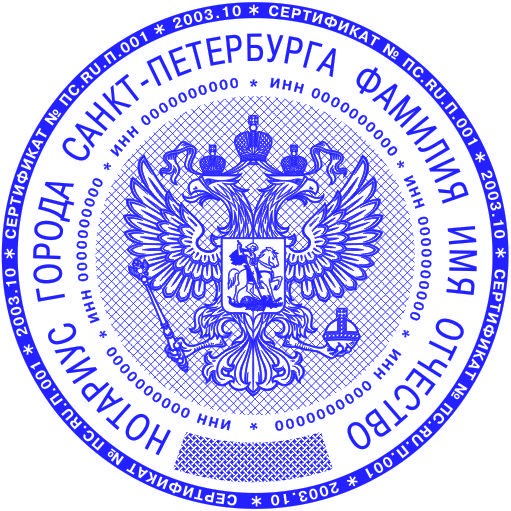
Новая печать нотариуса. Санкт-Петербург, 2012

Согласно положениям Основ законодательства РФ о нотариате, на должность нотариуса назначается в установленном порядке гражданин РФ, имеющий высшее юридическое образование, прошедший стажировку в государственной нотариальной конторе или у нотариуса, занимающегося частной практикой не менее года (пяти лет стажа по юридической специальности), сдавший квалификационный экзамен, и имеющего лицензию на право осуществления нотариальной деятельности. Нотариус, впервые назначенный на должность, приносит специальную присягу (ст. 14).
В Российской Федерации работают частные и государственные нотариусы, хотя частные нотариусы составляют подавляющее большинство. Во многих субъектах федерации присутствуют только частнопрактикующие нотариусы. Нотариус, занимающийся частной практикой, должен быть членом нотариальной палаты.
Нотариусы объединены в региональные палаты субъектов Российской Федерации (республиканские и областные) общим количеством 84. Все нотариусы входят в Федеральную нотариальную палату Российской Федерации.
Нотариусу запрещается разглашать сведения, оглашать документы, которые стали им известны в связи с совершением нотариальных действий. Справки о совершенных нотариальных действиях выдаются только по требованию суда, прокуратуры, следственных органов, службы судебных приставов (с 2008 года) по находящимся в их производстве делам.
Вознаграждение нотариуса состоит из двух частей:
1. Госпошлина, которая устанавливается статьёй 333.24 Налогового кодекса РФ и статьёй 22.1 Основ законодательства о нотариате.
2. Плата за услуги правового и технического характера (УПТХ), размер которой устанавливается региональными нотариальными палатами.

Согласно Письму МинФина РФ от 19.01.2012 N 03-05-06-03/01, к услугам правового и технического характера относят составление проектов сделок (доверенности, заявления, договоры и иные соглашения), распечатку, копирование, набор текста, изготовление выписок. Эти услуги являются факультативными, не входят в содержание самого нотариального действия и могут быть выполнены заявителем самостоятельно. В последнем случае плата за них нотариусом не взимается и заявителем оплачивается только госпошлина (постановление Конституционного суда РФ N 272-О-О от 01.03.2011).
Статьями 333.35 и 333.38 Налогового Кодекса РФ установлены льготы при оплате госпошлины нотариусу. Список наиболее распространенных льгот, которые дают Заявителям право на освобождение от уплаты госпошлины:
1. Наследники, не достигшие совершеннолетия ко дню смерти наследодателя.
2. При наследовании жилого дома, земельного участка, на котором расположен жилой дом, квартиры, комнаты или долей в указанном недвижимом имуществе, если наследник там проживал совместно с наследодателем на день его смерти и продолжает там проживать после его смерти.
3. При наследовании вкладов в банках, денежных средств на банковских счетах физических лиц.
4. Инвалиды I и II группы — освобождаются на 50 %.

Льготы не распространяются на оплату услуг правового и технического характера (УПТХ).
Нотариус не вправе:
1. Заниматься самостоятельной предпринимательской или иной деятельностью, кроме нотариальной, научной, творческой и преподавательской.
2. Оказывать посреднические услуги при заключении договоров.
3. Навязывать заявителям услуги правового и технического характера (постановление Конституционного суда РФ N 272-О-О от 01.03.2011[9]).

Нотариус вправе:
1. Совершать нотариальные действия в интересах физических и юридических лиц.
2. Составлять проекты сделок и оказывать иные факультативные услуги правового и технического характера за дополнительную плату, по просьбе и с согласия заявителей.
3. Истребовать сведения и документы, необходимые для совершения нотариальных действий.
4. Представлять заявления о государственной регистрации прав на недвижимое имущество и сделок с ним в соответствующий орган.

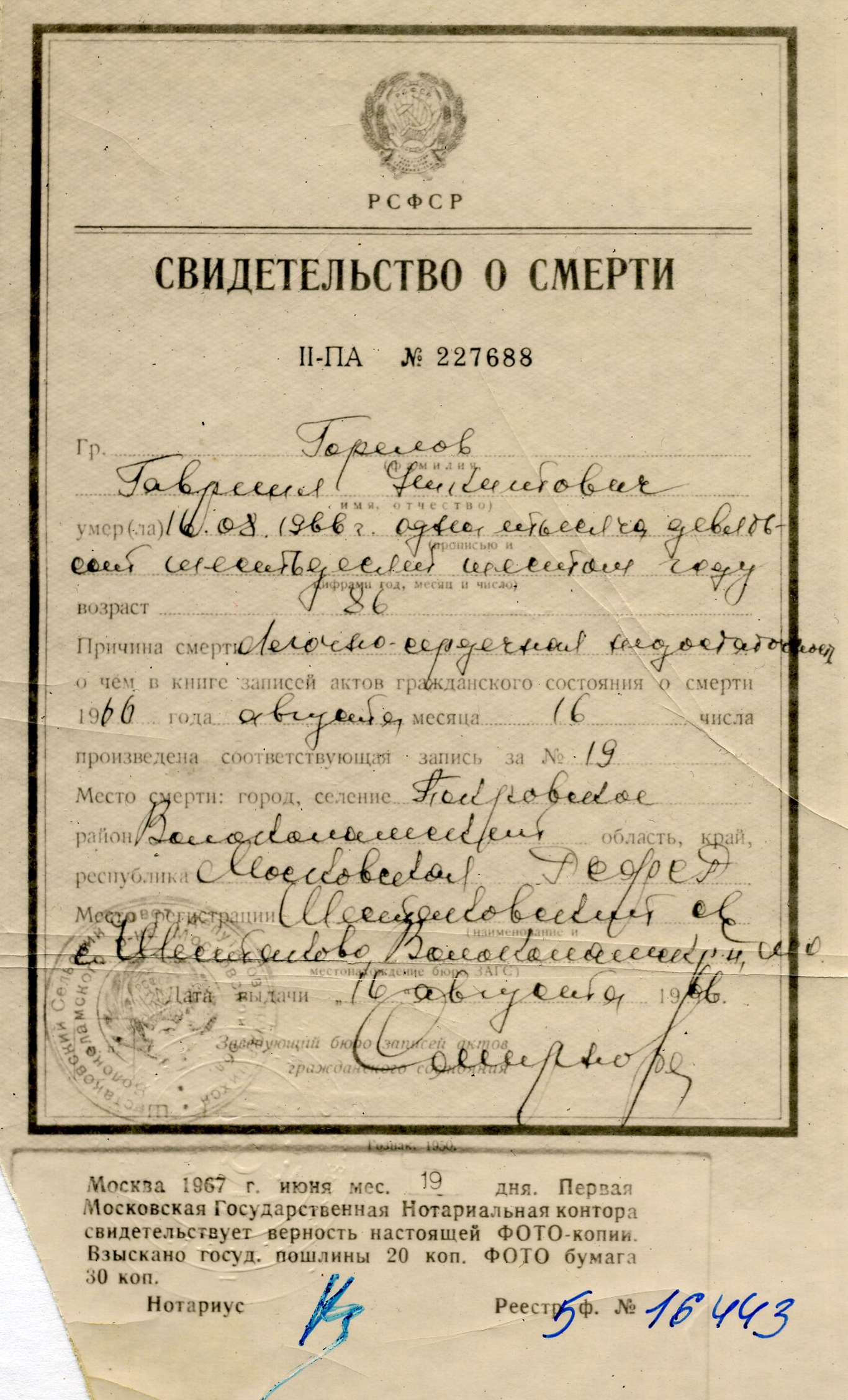
Заверенная советским нотариусом фотокопия «Свидетельства о смерти» академика Г. Н. Горелова

Нотариус обязан оказывать физическим и юридическим лицами содействие в осуществлении их прав и защите законных интересов, разъяснять им права и обязанности, предупреждать о последствиях совершаемых нотариальных действий, с тем, чтобы юридическая неосведомленность не могла быть использована им во вред.
Указом Президента России Владимира Путина в 2016 году установлен профессиональный праздник нотариусов — День нотариата, который отмечается 26 апреля.

#### Виды нотариальных действий
Нотариусы совершают следующие нотариальные действия (список предусмотрен статьёй 35 Основ законодательства Российской Федерации о нотариате):
1) удостоверяют сделки, в том числе доверенности, завещания, договоры (купли-продажи, мены, залога движимого и недвижимого имущества, другие виды договоров);
2) выдают свидетельства о праве собственности на долю в общем имуществе супругов;
3) налагают и снимают запрещения отчуждения имущества (данное действие на практике не совершается, поскольку в случае спора арест на имущество накладывается в судебном порядке);
4) свидетельствуют верность копий документов и выписок из них;
5) свидетельствуют подлинность подписи на документах;
6) свидетельствуют верность перевода документов с одного языка на другой;
7) удостоверяют факт нахождения гражданина в живых;
8) удостоверяют факт нахождения гражданина в определённом месте;
9) удостоверяют тождественность гражданина с лицом, изображенным на фотографии;
10) удостоверяют время предъявления документов;
11) передают заявления и (или) иные документы физических и юридических лиц другим физическим и юридическим лицам;
12) принимают в депозит денежные суммы и ценные бумаги;
13) совершают исполнительные надписи;
14) совершают протесты векселей;
15) предъявляют чеки к платежу и удостоверяют неоплату чеков;
16) принимают на хранение документы;
17) совершают морские протесты;
18) обеспечивают доказательства;
19) удостоверяют сведения о лицах в случаях, предусмотренных законодательством Российской Федерации;
20) регистрируют уведомления о залоге движимого имущества;
21) выдают выписки из реестра уведомлений о залоге движимого имущества;
22) выдают дубликаты нотариальных свидетельств, исполнительных надписей и дубликаты
документов, выражающих содержание нотариально удостоверенных сделок;
23) удостоверяют равнозначность электронного документа документу на бумажном носителе;
24) удостоверяют равнозначность документа на бумажном носителе электронному документу;
25) представляют документы на государственную регистрацию прав на недвижимое имущество и сделок с ним;
26) удостоверяют тождественность собственноручной подписи инвалида по зрению с факсимильным воспроизведением его собственноручной подписи;
27) выдают свидетельства о праве на наследство;
28) принимают меры по охране наследственного имущества;
29) удостоверяют решения органов управления юридических лиц;
30) представляют документы на государственную регистрацию юридических лиц и индивидуальных предпринимателей (с 1 января 2016 года).
Законодательными актами Российской Федерации могут быть предусмотрены и иные нотариальные действия.

### Германия
В Германии нотариусы (нем. Notar — мн. ч. нем. Notare) играют важную роль в отношении договоров, относящихся к таким отраслям права как:
1. имущественное право
2. удостоверение обременений на земельные участки
3. наследственное право
4. семейное право
5. корпоративное право.

Нотариус должен иметь юридическое образование, аналогичное образованию судьи или адвоката. Нотариусы назначаются земельным правительством, уполномочиваются удостоверять договоры и акты и обязаны давать независимые и беспристрастные консультации всем сторонам договора. В зависимости от конкретной земли ФРГ, немецкие нотариусы выполняют свои обязанности либо только нотариуса (то есть когда их единственная специальность — нотариус по гражданскому праву), либо «адвоката и нотариуса» (то есть это адвокат, который также может выступать в роли нотариуса). В большинстве частей Германии нотариусы не работают на государство. Единственное исключение — земля Баден-Вюртемберг, где они в основном являются государственными служащими.
Нотариус составляет проекты договоров в соответствии с законодательством Германии и даёт юридические консультации в отношении договора.
Он зачитывает вслух договор в присутствии всех соответствующих сторон. Договор подписывается всеми сторонами и скрепляется печатью нотариуса.
В Германии нотариусы очень важны для повседневной деятельности. Все имущественные сделки должны скрепляться подписями и печатями в офисе нотариуса (§ 311 b Гражданского кодекса ФРГ).

### Нидерланды
Голландские нотариусы объединены в Королевское общество нотариусов (нидерл. Koninklijke Notariële Beroepsorganisatie (KNB)) и занимают особое место среди юридических должностных лиц Нидерландов наряду с другими юристами, судебными исполнителями и налоговыми консультантами. Это со всей очевидностью демонстрирует прежде всего порядок назначения нотариусов и порядок исполнения ими своих служебных обязанностей. Будучи юристами, нотариусы оказывают услуги клиентам за вознаграждение и назначаются пожизненно королевской властью. Пожизненное назначение призвано гарантировать независимость, необходимую нотариусам для исполнения своих обязанностей.
Нотариусы независимы и беспристрастны. В отличие от адвокатов и юридических консультантов нотариус не представляет интересы только одной стороны. Напротив, в голландской правовой системе он должен действовать беспристрастно от имени всех сторон договора или сделки. Поэтому нотариус не представляет интересов и не выступает в интересах какой-либо одной стороны. К примеру, при передаче недвижимости нотариусы совершают нотариальные действия в интересах как продавца, так и покупателя. По долгу службы они обязаны не выдавать тайн клиентов. Это право, известное как профессиональное право юриста (legal professional privilege), даёт нотариусам право не раскрывать информацию в суде равнозначно адвокату или врачу. В случае, если нотариус выступает в роли юридического консультанта конкретной стороны сделки, от него ожидается, что он должен консультировать все стороны, включая выгодоприобретателей-третьих лиц.
Все нотариусы имеют юридическое образование. Они не только являются специалистами в области семейного, наследственного, корпоративного и имущественного права, но также должны быть знакомы с соответствующими судебными делами и определёнными аспектами налогового законодательства. При необходимости голландский нотариус будет координировать работу других юристов. Однако ни при каких обстоятельствах нотариус не вправе представлять интересы клиентов в суде.
Помимо юридического консультирования нотариус также заверяет договоры либо в силу требований закона, либо по просьбе сторон. По голландскому законодательству нотариально заверенный акт является доказательством даты и подписей под договором. Нотариусы помещают на хранение оригинал (протокольный экземпляр) и выдают заверенные копии (exemplifications) сторонам. Единственный полностью подписанный экземпляр, известный как подписной экземпляр, служит первичным доказательством права собственности подобно постановлению суда. Поэтому стороне или хранителю нотариально заверенного акта нет необходимости предоставлять внешние доказательства в подтверждение подлинности акта. При этом, согласно законодательству Нидерландов, для того, чтобы акт имел обязательную силу, он должен быть публичным документом, вот почему документ, составленный юристом по общему праву, который никогда не является публичным, не может быть непосредственно приведён в исполнение в Нидерландах.
Новый Закон о нотариате (Wet op het Notarisambt), вступивший в силу в октябре 1999 года (через 156 лет после первоначального закона), усиливает официальное положение нотариусов, но также расширяет и дополняет традиционно оказываемые нотариусами услуги. Укрепление официального положения нотариуса находит своё отражение, например, в том, как требования о беспристрастности и независимости закреплены в законе, во многих нормах, которые должны соблюдать нотариусы и помощники нотариуса, а также в том, что нотариусу запрещено выступать в роли адвоката. Рынок расширил возможности как для помощников нотариуса стать нотариусами, так и для конкуренции. Тем не менее, новый Закон о нотариате не внёс значительных новшеств в эту профессию. Несмотря на то, что голландские нотариусы являются государственными должностными лицами, а их акты — публичными документами, они не относятся к государственным служащим, а выступают в роли независимых юристов, зарабатывающих деньги частной практикой.
Новое законодательство облегчает помощникам нотариуса открытие собственной практики и даёт нотариусам больше свободы в определении размера их вознаграждения за оказываемые услуги. Закон о нотариате предусматривает учреждение внешней экспертной комиссии: если помощники нотариуса представляют комиссии серьёзный бизнес-план, то их шансы на одобрение открытия собственной практики повышаются. Бо́льшая свобода в размере взимаемого нотариусом вознаграждения подразумевает, что Королевское общество нотариусов больше не фиксирует размер вознаграждения и не устанавливает рекомендованных ставок. С июля 2003 года нотариусы вправе устанавливать размер собственного вознаграждения. Максимальные ставки, установленные властями, теперь применяются только к услугам в области семейного права в определённых обстоятельствах.

### Франция

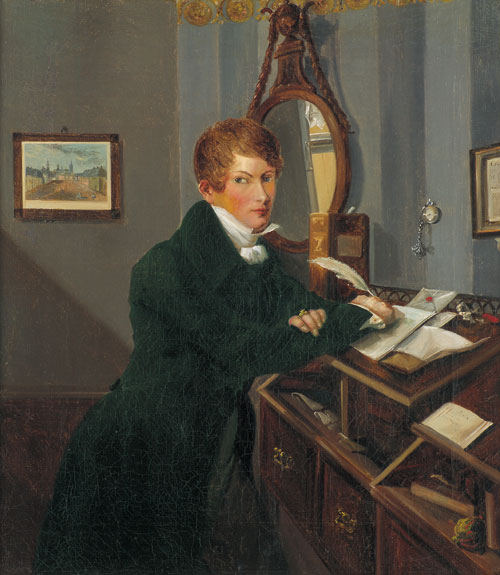
Нотариус (1830)

Французский нотариус (фр. notaire) является государственным служащим, назначаемым министром юстиции (Garde des Sceaux (France)). Во Франции любой договор между частными лицами, составленный нотариусом, представляет собой публично-правовой документ. Любой документ в нотариальной форме автоматически:
- служит прямым неопровержимым доказательством даты
- имеет доказательную силу в части его содержания и может быть опровергнут только с помощью сложной процедуры, аналогичной опротестовыванию судебных решений
- может быть приведён в исполнение при получении оплаты долга без необходимости получения постановления суда.

Нотариусы выполняют широкий спектр юридический действий от составления договоров до юридического консультирования. У них есть монополия в некоторых областях частного права, а именно в области семейного права и в части составления актов передачи прав собственности на недвижимость. Составляя нотариальные акты между частными лицами, консультируя стороны об объёме их договорных обязательств, обеспечивая справедливость и беспристрастность договора, а также выступая в роли неконфликтного и непредвзятого консультанта по договору, нотариус предотвращает и урегулирует потенциальные конфликты интересов.
Нотариальные пошлины за выполнение нотариальных действий основываются на фиксированной шкале, установленной французским правительством, при этом нотариусы обязаны давать информацию о шкале пошлин. Однако размер оплаты юридических консультаций и платы за составление коммерческих или корпоративных актов обычно устанавливаются по соглашению между нотариусом и клиентом.
Нотариусы являются высококвалифицированными специалистами в области семейного и наследственного права. Также они являются экспертами в области права недвижимости, имеющими исключительный доступ к базе данных M.I.N. Франции, где содержится вся информация о переходе и передаче прав собственности на недвижимость. Это даёт нотариусам исключительное преимущество в контроле рынка недвижимости, позволяя им оценивать имущество, осуществлять сделки и заниматься налогами и финансированием.
Все французские нотариусы несут солидарную ответственность за профессиональные ошибки, совершаемые при выполнении своих обязанностей. Солидарная ответственность такого рода не известна ни у какой другой профессии в мире.
Во Франции, когда нотариальный акт совершается за подписью и в присутствии одного нотариуса, его называют ordinaire «обычным», а когда он совершается в присутствии двух нотариусов с удостоверительной надписью второго нотариуса, то это solennel «официальный» акт. Акты заверяются в двух экземплярах или простых оригиналах, либо соответственно en minute и en brevet. При совершении в простом оригинале единственный надлежащим образом оформленный подлинный экземпляр выдаётся клиенту и просто регистрируется в журнале нотариуса. Первоначально, en minute означало, что оригинал в краткой форме помещался в архив, а полностью оформленный подписной экземпляр (называемый grosse) выдавался на руки клиенту; однако теперь более обычной практикой стало составление двух подлинных совпадающих по содержанию экземпляров. Оригиналы составляются только один раз, и в случае, если прежний клиент утратит оригинал, или если ему понадобятся копии, то у него есть право только получить нотариально заверенные копии (expédition) этого акта.
Все французские нотариусы являются членами местного или регионального общества нотариусов или нотариальной палаты (Chambre des notaires), и их деятельность регулируется этой организацией.